# 派谷恵美
派谷 恵美（はたちや めぐみ、1985年8月12日 - ）は、千葉県出身の女優、モデル。身長171cm、B83cm W58cm H85cm、靴のサイズ24.5cm（2008年時点）。

## 来歴・人物
1999年に芸能界デビュー。デビュー時から身長170cmの長身とスタイルの良さで注目を集め、ドラマ、映画、CM、グラビアなど多方面で活躍する。オフィスASOBOに所属していたが、移籍している。

## 受賞歴
- 第23回ヨコハマ映画祭 最優秀新人賞 （対象作品『非・バランス』）

## 出演

### 映画
- 非・バランス（2000年、監督：冨樫森） - 主演・松本チアキ役
- 世界の終わりという名の雑貨店（2001年、監督：濱田樹石） - 古井茜役
- きょうのできごと（2003年、監督：行定勲） - 希役
- Girlies（2004年、監督：末田健）
- パセリ（2004年、監督：植田尚） - パセリ役
- ヘアスタイル〜マッシュルーム（2004年、監督：宮野雅之） - 吉井恭子役
- シムソンズ（2006年、監督：佐藤祐市） - かすみ役
- 渇き。（2014年6月27日、監督：中島哲也） - 愛川の妻 役
- くらげとあの娘（2014年8月9日、監督：宮田宗吉） - 森下有希役
- ひかりをあててしぼる（2016年12月3日公開、監督：坂牧良太） - 谷中智美 役[1]

### オリジナルビデオ
- 婚活バトルロワイアル（2011年3月2日、アルバトロス）

### テレビドラマ
- 私立探偵濱マイク 第9話（2002年、よみうりテレビ） - カオル役
- 危険な関係（2005年、東海テレビ） - 矢内理沙役
- 文部科学省・国際物理年ドラマ『まだ見ぬ人よ』（2005年、CS） - 主演・茶畑美花役
- 美しい罠（2006年、東海テレビ） - 岡本加奈子役
- 鉄道捜査官9（2008年、テレビ朝日 土曜ワイド劇場）- 里見保恵 役

### テレビ番組
- 禁じられた遊び〜ロマネコンティ（2002年、フジテレビ）
- お厚いのがお好き?（2003年、フジテレビ）

### 舞台
- エレファントムーン『夢を見る。まどろむために』（2005年5月12日〜5月15日、於・ウエストエンドスタジオ）
- 川村企画 第二回公演『ぶざま』（2014年12月9日〜12月14日）

### CM
- 不二家 LOOKチョコレート（2000年）
- 四谷学園（2000年）
- NTTドコモ東海 W応援割引（2001年）
- ワーナー・ランバート パブリシャス（2002年）
- 三井住友銀行（2003年）
- 東レ TOREXシルック（2004年）かたせ梨乃と共演
- 日本ケンタッキーフライドチキン レッドホットチキン（2006年）松岡昌宏と共演
- 花王 バブ（2007年）
- メントス（2010年）
- JT「Roots」（2013年）

### PV
- YOSHII LOVINSON「20 GO」（2004年）
- RYO the SKYWALKER「晴れわたる丘」（2006年）
- 大橋トリオ「Fairy」（2010年）
- SOFFet「鼓動」（2013年）

### その他
- インターネット映画「盲目的崇拝」翡翠役（2001年）
- 日立マクセル・ショートフィルム『星に願いを』（2002年）
- DVD「婚活バトルロワイヤル」琴美役（2010年、監督:廣田幹夫）

## 出版物

### 写真集
- VIVID-派谷恵美ファースト写真集（1999年、BuryLiving）ISBN 9784921068202
- Meg15-派谷恵美写真集（2001年、彩文館出版）ISBN 9784916115607